# Rosemarie Müller
Rosemarie Müller (n. 15 ianuarie 1949, Ludwigsburg, Bizone⁠(d), Germania) este un om politic german, membru al Parlamentului European în perioada 1999-2004 din partea Germaniei. 